# Alessandro Peretti

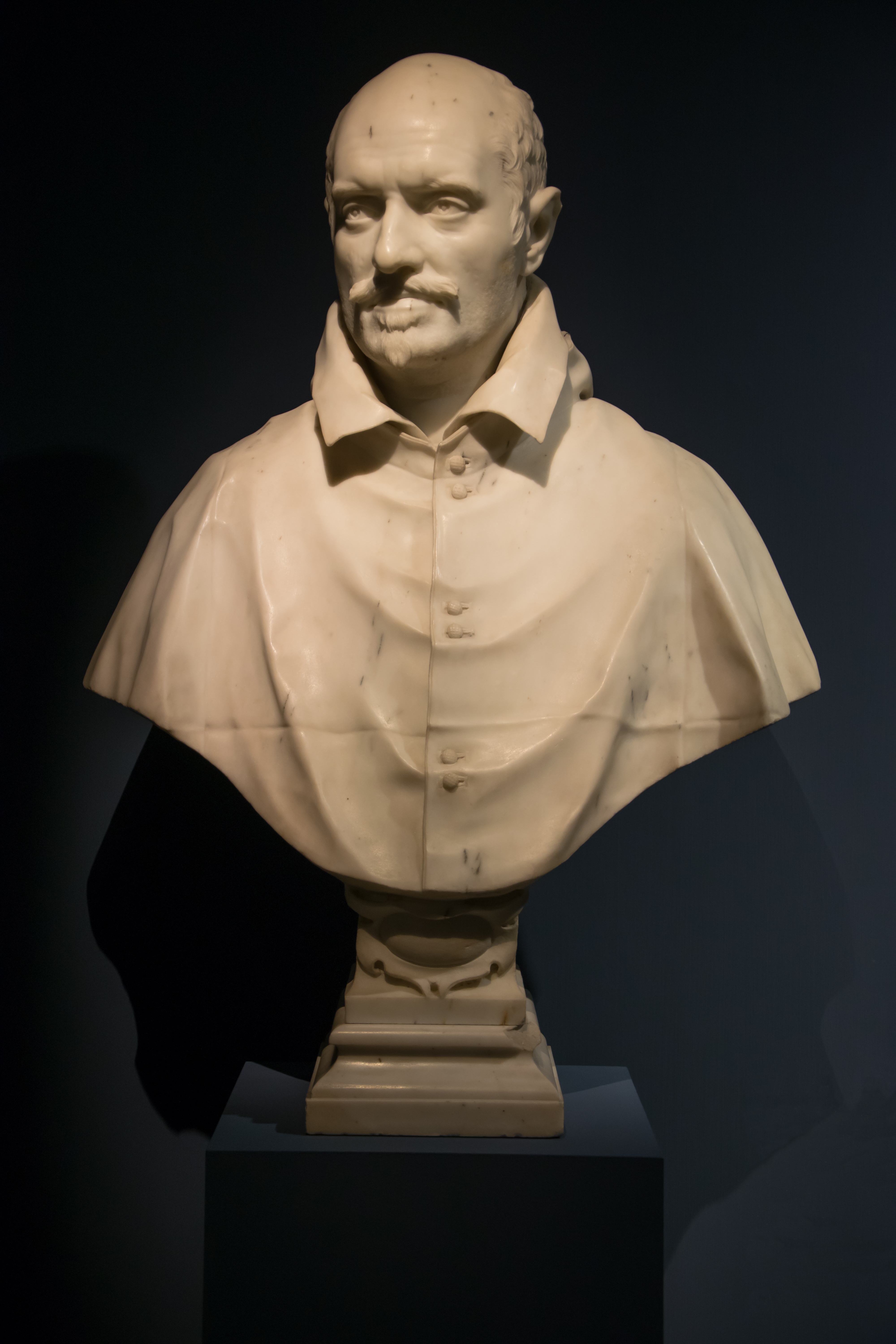
Gian Lorenzo Bernini, Portraitbüste Kardinal Montalto, Hamburger Kunsthalle

Alessandro Peretti Damasceni, genannt Kardinal Montalto (* 1571 in Montalto delle Marche; † 2. Juni 1623 in Rom) war ein italienischer Kardinal der Römischen Kirche.

## Leben und kirchliche Laufbahn

Kardinalswappen (modernes Schema)

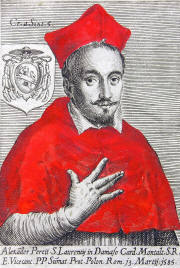
Alexander Cardinalis Perettus (kolorierter Stich nach Ottavio Leoni, um 1600)

Peretti war der Sohn von Fabio Damasceni und dessen Ehefrau Maria Mignucci Peretti; mütterlicherseits war er ein Großneffe von Papst Sixtus V.
Sein Großonkel Felice Peretti wurde am 24. April 1585 zum Papst gewählt. Als Sixtus V. ernannte er mit Wirkung vom 13. Mai desselben Jahres seinen vierzehnjährigen Großneffen Alessandro zum Kardinaldiakon und verlieh ihm am 14. Juni 1585 die Titeldiakonie San Girolamo dei Croati. Mit seiner Unterstützung beauftragte der Papst Antonio Maria Graziani. Während des Pontifikats von Sixtus V. wirkte er als Kardinalnepot und wurde 1589 Vizekanzler der Heiligen Römischen Kirche. Darüber hinaus war er Kardinalprotektor mehrerer bedeutender Orden (z. B. der Benediktiner) und des Königreichs Polen. Nach dem Tod seines Großonkels verlor er einen Großteil seiner Macht. Später trat er als Architekt des Friedens zwischen dem Papsttum und Heinrich von Navarra hervor. Peretti wurde am 30. März 1620 Kardinalpriester mit der Titelkirche San Lorenzo in Damaso, die er bereits seit 1589 als Titeldiakonie innehatte.
Am 6. April 1620 wurde Alessandro Peretti zum Kardinalbischof von Albano ernannt und empfing am 19. Juli 1620 durch Papst Paul V. die Bischofsweihe, Mitkonsekrator war Benedetto Giustiniani, Kardinalbischof von Sabina.
Damasceni Peretti nahm an den Konklaven von September 1590, Oktober–Dezember 1590, 1591, 1592, März 1605, Mai 1605 sowie am Konklave 1621 teil.
Im Alter von ungefähr 52 Jahren starb Alessandro Peretti am 2. Juni 1623 in Rom. Seine letzte Ruhestätte fand er in der Kapelle Santo Presepio.
Alessandro Peretti war der Onkel von Kardinal Francesco Peretti di Montalto.

## Wirken und Ehrungen
Nach den Kardinälen Raffaele Riario und Giovanni Francesco Gambara war Alessandro Peretti der dritte große Bauherr der Villa Lante in Bagnaia.
Der Bildhauer Gian Lorenzo Bernini schuf eine bemerkenswerte Büste von Kardinal Montalto, die sich heute in der Hamburger Kunsthalle befindet.